# Culture de San Cono-Piano-Notaro
La culture de San Cono-Piano-Notaro est une culture archéologique du néolithique et énéolithique final, qui s'est développée en Sicile au IVe millénaire av. J.-C.
Elle porte le nom des sites archéologiques de San Cono (près de Catane) et Piano Notaro (périphérie de Gela).
Sa céramique est constituée de poterie de couleur grise ou noire à décor incisé de représentations symboliques. 
Outre la céramique, la culture de San Cono-Piano Notaro présente un nouveau procédé d'inhumation : des tombes « en four », creusées dans la roche, dotées d'un puits d'accès cylindrique, d'environ un mètre de diamètre et de profondeur, desservant une ou plusieurs cellules hémisphériques semblables à des fours paysans.
L'industrie lithique est campignienne, l'économie basée sur l'agriculture et le pastoralisme.
Une céramique reprenant les mêmes caractéristiques que la céramique de San Cono-Piano-Notaro existe à Malte. Elle est représentative de la phase préhistorique maltaise de  Żebbuġ 4 100 – 3 800 av. J.-C..